# Jessie Belle Smothers
Jessie Belle McCoy (Bardstown, Kentucky; 2 de julio de 1985), más conocida por sus nombres Jessie Belle Smothers o simplemente Jessie Belle, es una luchadora profesional, valet y modelo estadounidense.

## Carrera profesional

### Primeros años
Jessie hizo su debut en la lucha libre profesional en un evento de Firestorm el 8 de enero de 2010, donde perdió contra Sassy Stephie. Jessie hizo su debut en la Blue Water Federation (BWF), el 25 de septiembre de 2010 en un evento de la BWF, donde hizo equipo con Sterling Von Erich en un esfuerzo perdedor contra Jennifer Blake y Dustin Daniels en un combate de equipos mixtos.

### Ohio Valley Wrestling (2011–presente)
Debutó en la Ohio Valley Wrestling (OVW) en la edición del 27 de abril de 2011 del OVW episode 610, donde formó equipo con su hermana de kayfabe Izza Belle Smothers en un esfuerzo perdedor ante The Blossom Twins (Hannah y Holly Blossom). En la edición del 11 de mayo del OVW episode 612, las Smothers Twisted Daughters se unieron a Shiloh Jonze y perdieron contra las gemelas Blossom y Johnny Spade en un combate de equipos mixtos de seis personas. En la edición del 14 de mayo del OVW's Saturday Night Special, Jessie compitió en un combate por el OVW Women's Championship, pero no consiguió hacerse con el título.
En la edición del 27 de mayo del OVW episode 614, Jessie entró en una disputa con Taryn Shay después de perder ante ella en su combate de debut individual. En la edición del 2 de julio del OVW's Saturday Night Special, las Smothers Twisted Daughters derrotaron a Shay y a la Campeona Femenina Lady JoJo después de que Izza Belle aplastara a JoJo. En la edición del 20 de julio del OVW episode 622, Jessie se unió a Randy Terrez para derrotar a Adam Revolver y Epiphany en un combate mixto. 
En la edición del 3 de agosto del OVW episode 624, las Smoothers Twisted Daughters se unieron a las Blossom Twins para derrotar a C. J. Lane, Epiphany, Solo Darling y Taryn Shay en un combate de 8 divas por equipos. El 6 de agosto en el OVW's Saturday Night Special, Jessie acompañó a Izza Belle Smothers donde derrotó a Lady JoJo con Taryn Shay para ganar el Campeonato Femenino de la OVW por primera vez. En la edición del 10 de agosto del OVW episode 624, las Smothers Twisted Daughters compitieron contra las Blossom Twins, ganando. 
En la edición del 31 de agosto del OVW episode 628, Jessie se unió a Tracy Smothers para derrotar a C. J. Lane y Mysterie en un combate oscuro. J. Lane, Epiphany y Solo Darling en un dark match. Smoothers ahora bajo el nombre Jessie Belle regresó a OVW en la edición del 27 de junio de 2012 del OVW episode 671, donde compitió en un fatal four-way match de contendientes número uno, pero no tuvo éxito en ganar el partido. En la edición del 11 de julio del OVW episode 673, Jessie derrotó a Heidi Lovelace en un dark match.
En la edición del 25 de julio del OVW episode 675, Jessie derrotó a la entonces Campeona Femenina Taeler Hendrix en un combate individual, ganando así una oportunidad por el título. En la edición del 1 de agosto del OVW episode 676. El 4 de agosto en el OVW's Saturday Night Special, Jessie desafió a Hendrix por el Campeonato Femenino de OVW, pero no tuvo éxito en ganar el título. Durante semanas, Jessie compitió contra Hendrix, perdiendo contra ella en varias ocasiones. 
En la edición del 26 de septiembre del OVW episode 684, Jessie finalmente derrotó a Hendrix en un combate oscuro sin que el título estuviera en línea. En la edición del 10 de octubre del OVW episode 686, Jessie hizo equipo con Lovelace contra Hendrix y Lylah Lodge en un esfuerzo por ganar. En la edición del 24 de octubre del OVW episode 688, Jessie hizo equipo con Lovelace y The Blossom Twins contra Hendrix, Epiphany, Josette Bynum y Killa Kaila en un esfuerzo por ganar.
En la edición del 31 de octubre del OVW episode 689, Jessie entró en una disputa con Epiphany después de competir contra ella en un combate, que terminó en un no-contencioso. Más tarde esa noche, Jessie derrotó a Hendrix, December, Bynum, Emily Elizabeth, Epiphany y Scarlett Bordeaux en un concurso de disfraces de Halloween y una battle royal. En la edición del 7 de noviembre del OVW episode 690, Jessie se asoció con Lovelace contra Epiphany y Hendrix en un esfuerzo ganador. 
En la edición del 14 de noviembre del OVW episode 691, Jessie compitió contra Epiphany en un combate individual. El combate terminó en un no-contest después de que ambos competidores fueron descalificados. Más tarde esa noche, apareció en un segmento en el ring con Trailer Park Trash y Josette Bryum. En la edición del 29 de noviembre del OVW episode 693, Jessie compitió contra Hendrix en un esfuerzo perdedor después de una interferencia de Dylan Bostic.
En la edición del 8 de diciembre del OVW episode 694, Jessie derrotó a Lovelace para convertirse en la aspirante número 1 al Campeonato Femenino de OVW y obtener una oportunidad por el título contra Hendrix en la edición de enero del OVW's Saturday Night Special. En la edición del 3 de enero del OVW episode 697, Jessie derrotó a Epiphany con Hendrix en los comentarios.
En la edición del 5 de enero del OVW's Saturday Night Special, Jessie derrotó a Hendrix para ganar el Campeonato Femenino de la OVW por primera vez después de que la interferencia de Bostic fuera contraproducente. En la edición del 16 de enero del OVW episode 700, Belle defendió con éxito el Campeonato Femenino de la OVW contra Hendrix a pesar del ataque previo al partido y de nuevo el 2 de febrero en el OVW's Saturday Night Special, contra Epiphany.
Belle dejó caer el campeonato ante Epiphany en una revancha el 2 de marzo en el OVW's Saturday Night Special. Jessie Belle se asoció con Stephon J. Baxter III vestido de drag como Stephon-E para enfrentarse a The Blossom Twins, Hendrix y Lovely Lylah y a los eventuales ganadores Lei'D Tapa y Ray Lynn, en un tag team de cuatro esquinas. A mediados de enero de 2014, Belle regresó a la promoción y derrotó a Ray Lynn y Tapa en un combate a tres bandas sin título, tras pinchar al atacado Lynn.
Durante las siguientes semanas, un hombre enmascarado subiría al ring y atacaría a todas las luchadoras de OVW durante sus combates, quien sería revelado como Randy Royal el 1 de marzo en el OVW's Saturday Night Special, donde Belle derrotó a Tapa y ganó el Campeonato Femenino de OVW por segunda vez. Tras el combate, Belle pagaría a Royal por atacar a todas las mujeres del vestuario, convirtiéndose en heel por primera vez en OVW. Perdió el título ante Tapa el 6 de abril.
Después de intercambiar victorias con Mary Elizabeth Monroe y Rebel, dejó la compañía por segunda vez, y regresó a mediados de 2015. El 21 de noviembre, Belle pasó a ganar el Campeonato Femenino de OVW en una battle royal, después de que el título estuviera vacante durante un año.

### Shine Wrestling (2012–presente)
McCoy, bajo su nombre en el ring de Jessie Belle Smothers, hizo su debut en la nueva promoción de lucha femenina Shine Wrestling el 22 de febrero de 2013, en Ybor City (Florida), donde se enfrentó a Santana Garrett en un esfuerzo perdedor. El 24 de mayo, en el evento SHINE 10, Smothers hizo equipo con Sassy Stephie y Sojournor Bolt en un esfuerzo ganador derrotando al equipo de Heidi Lovelace, Luscious Latasha y Solo Darling. 
Belle formó un tag-team con Sassy Stephie llamado The S-N-S Express el 28 de septiembre, en el SHINE 13, donde se enfrentaron a The American Sweethearts (Santana Garrett y Amber O'Neal), en un esfuerzo de victoria cuando Stephie inmovilizó a O'Neal después de un Kiss My Sass. The S-N-S Express perdió ante Lovelace y Darling.
The S-N-S Express compitió en un torneo de equipos para determinar los primeros campeones de Shine Tag Team, derrotando a MsEERIE (Christina Von Eerie y MsChif) en los cuartos de final antes de perder ante las eventuales ganadoras The Lucha Sisters (Leva Bates y Mia Yim).

### Otras promociones (2011–2014)
Jessie Belle hizo su debut para Florida Underground Wrestling (FUW), el 15 de noviembre de 2011, en el evento de FUW en Largo (Florida), donde derrotó a Ferrari. En la edición del 22 de noviembre de FUW Tapings, Jessie derrotó a Jessika Haze con Ferrari como árbitro invitado especial. En la edición del 12 de diciembre de FUW Tapings, Jessie se unió a The James Boys (Luke y Rich James) contra Deimos, Ferrari y Marc Mandrake, en un esfuerzo por ganar.
En la edición del 30 de diciembre de FUW Tapings, Belle entró en una disputa con Mercedes Justine después de que Smothers compitiera contra Justine, en un esfuerzo por perder. En la edición del 10 de enero de FUW Tapings, Jessie derrotó a Mercedes Justine por descalificación. En la edición del 17 de enero de FUW Tapings, Jessie se unió a Trinity en un esfuerzo perdedor contra Mercedes y Ferrari.
La semana siguiente, Jessie compitió contra Trinity, en un esfuerzo ganador. En la edición del 31 de enero de FUW Tapings, Jessie compitió en un esfuerzo perdedor contra Mercedes. La semana siguiente, Jessie derrotó a Merceded en un combate individual. En la edición del 21 de febrero, Jessie derrotó a Solo Darling en un combate individual. En la edición del 27 de febrero de FUW Tapings, Jessie compitió contra Justine, en un esfuerzo ganador. El mes siguiente, Jessie derrotó a Justine en varias ocasiones.
Jessie debutó en la National Wrestling Alliance (NWA) el 19 de febrero de 2012, en un evento de la NWA, donde derrotó a Missdiss Lexia en la final del torneo para convertirse en la aspirante número 1 al Campeonato Femenino NWA Top Of Texas. Más tarde, esa misma noche, derrotó a Starr para convertirse en la Campeona Femenina de la NWA Top Of Texas. Debutó en la Jersey Championship Wrestling (JCW), el 9 de agosto en el evento JCW Arena Chicks at the Gathering en Cave-in-Rock (Illinois), donde compitió contra Ring Girl Randy, con derrota.
Jessie debutó en RPW el 27 de julio, en el evento RPW Fair Warning en Chicago (Illinois), donde se unió a Nikki St. John para derrotar a Serenity y Taylor Made en un combate sin descalificación. El 4 de enero de 2014, en Kingsport (Tennessee), Smothers desafió a Kacee Carlisle por el NWA World Women's Championship, pero no tuvo éxito en ganar el campeonato.
El 11 de noviembre de 2011, Jessie hizo su debut para Covey Pro, derrotando a Mickie James para ganar el Campeonato Femenino de Covey Pro. Su reinado duró casi un año, cuando lo perdió ante Mary Elizabeth Hatfield el 13 de octubre de 2012. En su cláusula de revancha el 8 de diciembre, Jessie derrotó a Hatfield para ganar el campeonato por segunda vez. Smothers luchó en un evento de American Championship Wrestling el 21 de julio de 2012. En el evento A Fight For Dillion Wood, Smothers se enfrentó a Mickie James. James ganó el combate ganando la revancha por haber perdido su título femenino de Covey Pro ante Smothers el año anterior.

### Women Of Wrestling (2013–presente)
Smothers comenzó a luchar para Women of Wrestling (WOW) bajo el nombre de Jessie Jones, bajo las directrices de la original Selina Majors de WOW. Jones trabajó como face hasta que WOW se trasladó a AXS TV. En un episodio que se emitió el 25 de enero de 2019, Jones discutió con Majors, lo que provocó que se convirtiera en heel en el proceso, su nuevo personaje mostró ser un estereotipo de paleto que quería "hacer la lucha libre grande de nuevo".

## Campeonatos y logros
- 304 Wrestling
  - 304 Women's Championship (2 veces)[2]
- Covey Promotions
  - Covey Pro Women's Championship (2 veces)[2]
- Ohio Valley Wrestling
  - OVW Women's Championship (11 veces)[13]
- Ohio Word Wrestling
  - OWW Women's Championship (2 veces)
- National Wrestling Alliance
  - NWA Top Of Texas Women's Championship (1 vez)[2][25]
- Renegade Wrestling Alliance
  - RWA Women's Championship (2 veces)[26]
- Wrestling All Star Promotions
  - WASP Women's Championship (1 vez)